# Amin Maalouf
Amin Maalouf (francês: [maluf]; em árabe: أمين معلوف; Beirute, 25 de fevereiro de 1949) é um escritor libano-francês.
Morando na França desde 1976, seus livros são em geral romances históricos, ambientados no Oriente Médio, na África e no Mediterrâneo. O autor multipremiado já teve sua obra traduzida para mais de 40 idiomas.
Entre seus trabalhos de não-fição, o livro As Cruzadas vistas pelos árabes (1983) é o mais conhecido. Por seu livro The Rock of Tanios (1993) ele recebeu o Prémio Goncourt, bem como o Prémio Príncipe das Astúrias em 2010 pelo conjunto da obra. É membro da Academia Francesa desde 2011. Foi eleito Secretário perpétuo da Academia Francesa (Secrétaire perpétuel de l’Académie française) em novembro de 2023. 

## Biografia
Maalouf nasceu em Beirute, em 1949, mas cresceu na região metropolitana em Badaro. Era o segundo entre os quatro filhos. Seu pai era libanês católico da região de Baskinta. Sua mãe, Odette Ghossein, era libanesa da vila de Ain el Qabou. Nascida no Egito, morou lá por muitos anos antes de se mudar para o Líbano. Morou na França, perto do filho, até seu falecimento aos 100 anos, em 2021.
Sua mãe católica da Igreja Maronita o enviou para estudar no Collège Notre Dame de Jamhour, uma instituição jesuíta. Ao concluir o ensino médio, ele ingressou no curso de sociologia da Universidade São José de Beirute. Ele é tio do trumpetista Ibrahim Maalouf.

## Carreira
Maalouf trabalhou como diretor do jornal baseado em Beirute An-Nahar até o começo da Guerra Civil Libanesa, em 1975, quando mudou para Paris, que se tornaria sua residência permanente. Seu primeiro livro, As Cruzadas vistas pelos árabes, analisa o período das cruzadas com base em fontes árabes.
Além de trabalhos de não-ficção, Maalouf escreveu inúmeros livros e composições. Seu livro Un fauteuil sur la Seine reconta brevemente as vidas daqueles que lhe precederam na Academia Francesa.

## Obras
Romances:
- Leão, o Africano (1986)
- Samarcanda (1988)
- Os jardins de luz (1991)
- O século primeiro depois de Beatriz (1992)
- O rochedo de Tanios (1993)
- Escalas do Levante (1996)
- O périplo de Baldassare (2000)
- Origens (2004)
- O amor de longe

Ensaios:
- As identidades assassinas (1998)
- As Cruzadas vistas pelos Árabes (1983)
- Um Mundo Sem Regras (2009)